# Bušince (Kosovo)
Bušince (en serbocroata: Bušince / Бушинце) o Bushincë (en albanés: Bushincë) es un pueblo en el municipio de Novo Brdo del distrito de Pristina de Kosovo. Bušince es uno de los enclaves serbios en Kosovo.  

## Toponimia
Entre 1975 y 1991, el pueblo se conoció con el nombre de Vušince (en serbocroata: Vušince / Вушинце).

## Demografía
La evolución demográfica de Bušince entre 1948 y 2011 fue la siguiente:
| 609                                                 | 534 | 631 | 592 | 518 | 372 | 128 |
| (Fuente: Population of Kosovo since Yugoslav times) |     |     |     |     |     |     |

Según el censo de 2011 (boicoteado parcialmente por los serbios), los serbios representaban el 99,22% de la población (127 personas).